# جلجولية
جلجولية هي قرية عربية تقع ضمن المثلث الجنوبي وحسب التقسيم الإداري الإسرائيلي في اللواء الأوسط.
هي قرية تاريخية كنعانية موقعها الاستراتيجي  جعلها صلة بين مصر والشام. عبر هذا الخطّ كلّ من الشّخصيّات التّاريخيّة:
1. تحتموس الفرعوني.
2. نابليون بونابرت .
3. الظاهر بيبرس وقوات المماليك.
4. ابن تيميه.[1] ضمّت القرية إلى الحكم الإسرائيلي مع عدة قرى ومدن مجاورة لها في منطقة المثلث الجنوبي بموجب معاهدة رودوس عام 1949.[2]

## الموقع
تقع جلجولية في منطقة المركز على الجهة الشرقية من شارع 444، يحدها من الجهة الشمالية وعلى ما يقارب 3 كلم مدينة قلقيلية ومن الجهة الجنوبية قرية كفر برا والتي تبعد ما يقارب 2 كلم. وعلى بعد 35 كلم شرقاً من البحر الأبيض المتوسط.

## السكان
عام 1922 م سكن جلجولية قرابة (123) شخصاً، وعام 1931 م قد قطنوا البلدة فقط (260) شخصاً بينهم (134) ذكراً و (126) من الإناث، لهم ستون بيتاً.
عام 1945 م قدروا بـِ (740) عربياً مسلماً، وفي عام 1961 م بلغ التعداد (1,320) عربياً.

ويبلغ عدد السكان (8,600) نسمة: منهم (22%) موظفين ومعلمين، و(30%) أصحاب حرف، و (20%) عُمال، و (6%) مزارعين و (22%) عاطلين عن العمل.
بحسب دائرة الاحصاء المركزيّة حتّى عام 2021 بلغ عدد السّكّان 10,480، منهم 5,369 رجال و 5,110 من النّساء، نسبة الخصوبة 2.50. أمّا متوسّط الدّخل الشّهري للرجال فهو 6,571 والنّساء 4,957 شيكل.

## أعلام
ينسب إلى جلجولية ثلة من العلماء وقد ذكر التاريخ منهم :
1. عمران بن إدريس، أبو محمد زين الدين الجلجولي ثم الدمشقي الشافعي ولد عام 734 هـ وتوفي عام 803 هـ.
2. محمد بن علي بن سالم ألغزي الجلجولي، ولد في جلجولية وأقام بها وهو يعد من علماء القرن التاسع.
3. موسى بن رجب بن راشد بن ناصر الدين محمد الشرف الكناني الجلجولي المقدسي الشافعي، ولد في جلجولية سنة (721–880 هـ) وقد نشأ بها وأخذ العلم عن علمائها وعلماء القدس حيث ولع بالنظم والأدب.
4. القاضي شمس الدين أبو عبد الله محمد بن بدر الدين حسن الجلجولي.[3]

## المساحة
تبلغ مساحة جلجولية اليوم ما يُقارب (1,900) دونماً:
- (1,000) دونماً مساحة بناء.
- (900) دونماً للزراعة.

بلغت مساحة أراضي جلجولية قبل عام 1948 م (12,685) دونماً تحيط بها قرية حبلة وخربة خريش وكفر قاسم وكفر سابا وبيار عدس.

## التسمية
تعد جلجولية من البلدان القديمة التي ذكرها التاريخ فقد نشأت على أنقاض بلدة كنعانية قديمة
تعرف باسم جلجال.
في عهد الرومان ذكرت المصادر الاسم جلجوليس، وفي أخرى فرنجية ذكرت باسم جوليلرا.
وفي عصر المماليك في عام 1265 م قسّم الظاهر بيبرس آن ذاك القرية بالتساوي بين قواده الثلاثة وهم:
1. الأمير علاء الدين كشغندي الشمسي الذي أستشهد في حصار عكا سنة 690 هـ.
2. بدر الدين بكتاش الغزي أمير السلاح الذي عمل كمسؤول عن السلاح في عصر ملوك السلطانية.
3. الأمير بدر الدين بكتوت بجكا الرومي.

## الآثار
عُثِر في جلجولية على فخار من العصر البرونزي المتأخر، والعصر الحديدي، والفترة الفارسية، والفترة العربية المبكرة، والفترة الصليبية. يشير بعض الباحثين على أنّ المكان بالجلجال (شيشارون) إحدى مدن المملكة الكنعانية التي فتحها يشوع "ملك الأمم إلى الجلجال" (يش 12: 23). كذلك، من الآثار الموجودة في القرية بقايا خان كبير من العصر المملوكي، يقع في الجزء الجنوبي من القرية. وتقدر مساحة الخان بأكثر من 5000 متر مربع، وكان في العصور الوسطى بمثابة محطة مهمة في طريق القوافل من مصر إلى سوريا. كما كان طريق يافا - نابلس يمر عبر القرية، وكانت منطقة القرية ملتقى بين الطريقين.
كما تحتوي القرية على بقايا مسجد مملوكي يسمى مسجد أبو إلعون. تم بناء المسجد لإقامة طقوس للمتصوّفة، وفي الماضي كان يُعتقد أن المبنى يستخدم "مصنع سكر"، وورشة لإنتاج السكر من القصب المزروع في المنطقة، لكن تم دحض هذا الادعاء بعد إجراء المزيد من الأبحاث. كما يوجد في الجنوب القرية المقام المملوكي باسم شمس الدين.
تحتوي القرية على آثار مختلفة منها:
1. أنقاض جامع: يعود المسجد إلى الفترة الأيوبية وهو متصدع وآيل للسقوط ويعاني كذلك من الإهمال، من الشواهد الباقية فيه هي محرابه.
2. بئر ومقام أبو العون: صاحب المقام المذكور محمد بن سالم بن علي العون، ينسب إلى الزبير بن العوام، عاشت عائلته في غزة وهو من مواليد جلجولية. أخذ أبو العون على عاتقه ترميم مقام سيدنا علي في قرية الحرم عام 1481 الّتي تقع حاليًا على أنقاضها مستوطنة هرتسليا. انتقل بعدها أبو العون إلى الرملة وهناك توفي ودفن عام 1504 فيما أصيب المقام بقذيفة في الحرب العالمية الأولى.
3. الخان: كان مركزًا للراحة على طريق مصر-الشام أُقيم في أوائل القرن الثامن الهجري.[3] أبرز الشخصيات التي نزلت به، السلطان العثماني سليم الأول في القرن الميلادي السادس عشر خلال فترة حربه مع المماليك. كما نزل بالخان والي عكا سليمان باشا في مطلع القرن التاسع عشر خلال حربه في يافا. وبالرغم من الأضرار الّتي لحقت بالخان، إلّا أنّ لجانًا شعبية وأهلية تشكلت خلال السنوات الأخيرة وعملت على ترميمه وحمايته.
4. مقام شمس الدين: وصاحبه أحد قادة صلاح الدين الأيوبي. وأقيم هذا المقام على أنقاض بناء من زمن الفرنجة وما زال الضريح يغطّيه الأهل بالستائر ويزوره الفلسطينيون. وما زال أهل فلسطين يقصدون الخان والمقامين للحفاظ على التراث فلسطيني في الداخل المحتل.[2]

|  |  |

## التربية والتعليم
حتى سنوات الأربعين الأولى لم يكن في جلجولية مدرسة رسمية (حكومية) ولكن الأطفال كانوا يتلقون العلم في الكُتاب. وفي سنوات الثلاثين كان هناك شيخ الذي يعرف بإمام البلد ومعلم الكُتاب الشيخ يوسف السيفاريني. فكان يُعلم الأطفال في غرفة كانت بجانب دكان شحادة مرار التي كان يشارك في رأس مالها. في سنة 1940 م جاءت عائلة الشيخ سعيد محمد رابي من رنتيس والذي أصبح إماما للقرية ومعلماً للكُتاب. وكان الكُتاب في غرفة كبيرة في دار عمر الجيوسي بينما كان عدد من أولاد القرية يدرسون في مدرسة قلقيلية الابتدائية، فكانوا يسافرون يومياً مشياً على الأقدام أو على ظهور الداب. ظل الحال هكذا حتى سنة 1945 م حيث قام الأهالي ببناء غرفة كبيرة جعلوها مدرسة، وأرسلت إليهم دائرة المعارف معلماً من قلقيلية.
ترتيب الطلاب كان في المدرسة من الصف الأول إلى الرابع وكل صف يجلس على سرب من المقاعد حيث كانوا يتعلمون جميعاً داخل تلك الغرفة. وفي عام 1948 م خرج المعلم من القرية ولم يعد في القرية مدرسة حكومية. وفي أوائل تلك السنة دخل الجيش العراقي وأصبح هو المسئول عن القرية (وكما هو معروف عن منطقة المثلث، جنين وطولكرم ونابلس وقراها).
اقترح المختار سعيد إبراهيم رابي أن يقوم أحد الشبان المتعلمين بتدريس الطلاب في غرفة المدرسة التي بنتها القرية. وقد وقع الاختيار على الشاب مصطفى مرار ليقوم بالمهمة حتى كان دخول إسرائيل في 19/05/1949 وأصبحت هي المسئولة إدارياً عن المدرسة، عُين المندوب العام لوزارة المعارف الشاب مصطفى مرار في وظيفته، استمر مصطفى مرار في العمل مدة سنة التحق بعدها بدار المعلمين في يافا واستلم إدارة المدرسة في هذه الفترة السيد محمد عبد الرحمن أبو خيط من قرية الطيرة وعُين معلماً معه السيد بكر أبو كشك.
ازداد عدد الطلاب خلال السّنوات (1952-1953 مـ)، في أعقاب تطبيق قانون التعليم الإلزامي الذي صدر في تلك الفترة. فأقرت وزارة التربية والتعليم عدد من الغرف ليتعلم بها الطلاب.
بلغ عدد المدارس في جلجولية خمسة مدارس مدرستان ابتدائي، مدرستان اعدادي ومدرسة ثانويّة. أمّا نسبة مستحقّي البجروت فقد بلغت حتّى عام 2021 هي %61.5. نسبة الطّلاب الاكاديميين %2.7.

## مصدر
1. ↑  مجلس جلجولية المحلي، مجلس جلجولية المحلي (6.11.23). "نبذه عن تاريخ القرية". مجلس جلجولية المحلي. مؤرشف من الأصل في 2021-06-16. اطلع عليه بتاريخ 6.11.23. {{استشهاد ويب}}: تحقق من التاريخ في: |تاريخ الوصول= و|تاريخ= (مساعدة)
2. 1 2  "جلجولية الفلسطينية بخانها ومقاميها التاريخيين تقاوم الاندثار". عربي21. 18 سبتمبر 2023. مؤرشف من الأصل في 2023-11-06. اطلع عليه بتاريخ 2023-11-06.
3. 1 2 3  موقع مجلس جلجولية المحلي، موقع مجلس جلجولية المحلي (غير معلوم). "موقع مجلس جلجولية المحلي". موقع مجلس جلجولية المحلي. مؤرشف من الأصل في 2021-06-16. اطلع عليه بتاريخ 6.11.23. {{استشهاد ويب}}: تحقق من التاريخ في: |تاريخ الوصول= و|تاريخ= (مساعدة)
4. ↑  Jena، Milan Kumar؛ Roy، Diptendu؛ Pathak، Biswarup (15 ديسمبر 2022). "Machine Learning Aided Interpretable Approach for Single Nucleotide-Based DNA Sequencing using a Model Nanopore". The Journal of Physical Chemistry Letters. ج. 13 ع. 50: 11818–11830. DOI:10.1021/acs.jpclett.2c02824. ISSN:1948-7185. مؤرشف من الأصل في 2023-11-06.
5. 1 2  دائرة الاحصاء المركزية، دائرة الاحصاء المركزية (7.6.23). "دائرة الاحصاء المركزية". دائرة الاحصاء المركزية. مؤرشف من الأصل في 2023-10-28. اطلع عليه بتاريخ 6.11.23. {{استشهاد ويب}}: تحقق من التاريخ في: |تاريخ الوصول= و|تاريخ= (مساعدة)
6. ↑  Petersen, Andrew (1997-01). "Jaljuliya: a Village on the Cairo-Damascus Road". Levant (بالإنجليزية). 29 (1): 95–114. DOI:10.1179/lev.1997.29.1.95. ISSN:0075-8914. Archived from the original on 2023-10-02. {{استشهاد بدورية محكمة}}: تحقق من التاريخ في: |تاريخ= (help)
7. ↑  موقع جلجولية.نت.